# St. Michael (Mainroth)

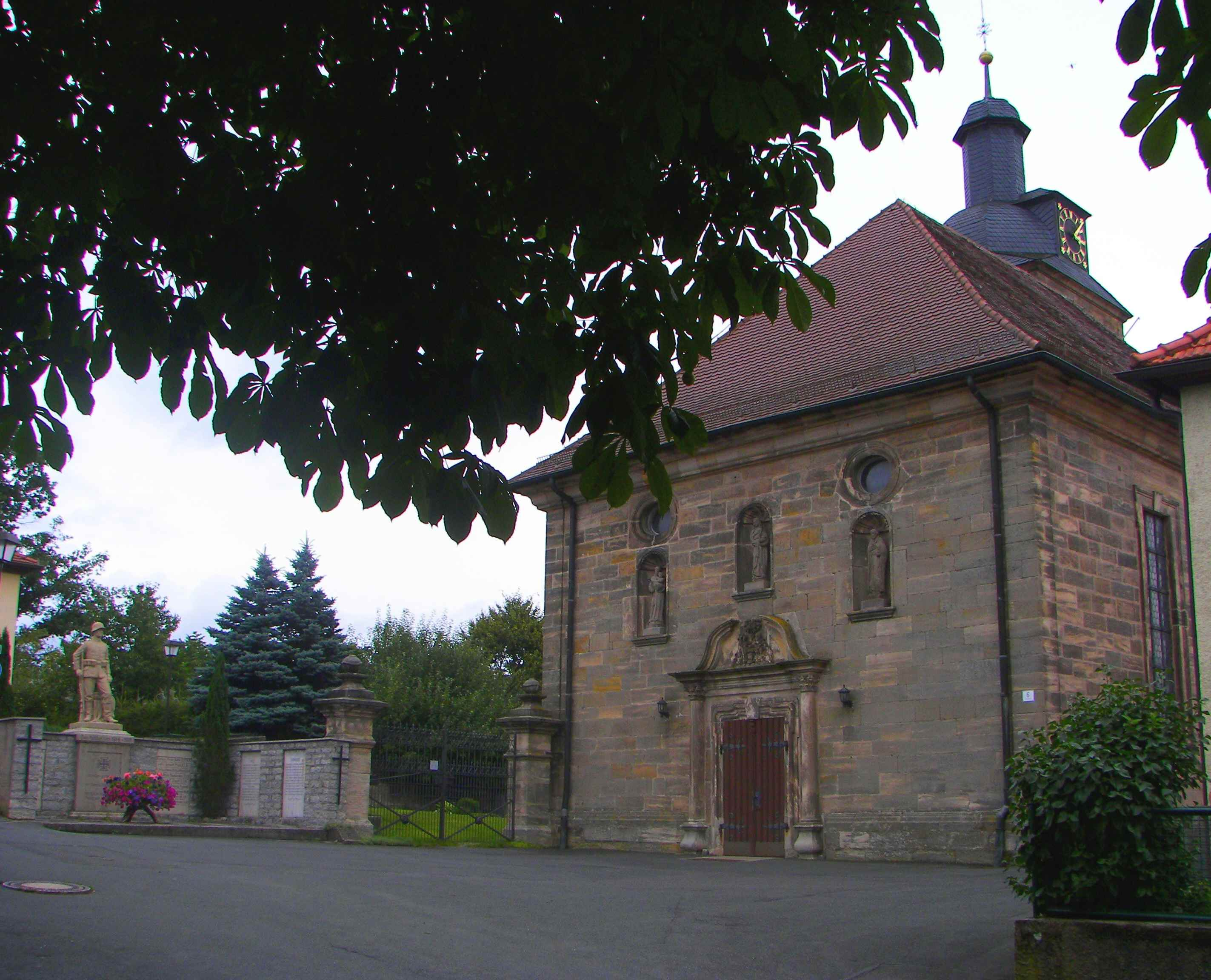
St. Michael in Mainroth

Die römisch-katholische Pfarrkirche St. Michael steht in Mainroth, einem Gemeindeteil von Burgkunstadt im Landkreis Lichtenfels (Oberfranken, Bayern). Das denkmalgeschützte Bauwerk entstand 1680. Die Pfarrei, erstmals 1430 erwähnt, gehört zum Seelsorgebereich Obermain-Jura im Dekanat Coburg des Erzbistums Bamberg.

## Beschreibung
Der dreiseitig geschlossene Chor im Osten der Saalkirche aus Quadermauerwerk und der an seiner Nordseite angebaute Chorflankenturm wurden um 1680 gebaut. Das Langhaus wurde 1745 erneuert. Das Portal im Westen befindet sich zwischen zwei Pilastern und ist mit einem Sprenggiebel bedeckt. In drei Nischen stehen Statuen. Der Chorflankenturm wurde mit einer schiefergedeckten Haube versehen, die die Turmuhr beherbergt. 
Die Decke des Innenraums des Langhauses ist mit Stuck verziert. Die Empore im Westen ist seitlich vorgezogen. Der Hochaltar, dessen Altarretabel die Kreuzigung zeigt, und die Kanzel wurden im ausgehenden 18. Jahrhundert gebaut. Im linken Seitenaltar befindet sich eine geschnitzte Statue des heiligen Wendelin, die 1777 von Johann Bernhard Kamm geschaffen wurde. Die Orgel mit 17 Registern, zwei Manualen und einem Pedal wurde 1980 von der Orgelbau Eisenbarth gebaut.